# Черниловский-Сокол, Александр Данилович
Алекса́ндр Дани́лович Со́кол (Чернило́вский-Со́кол) (10 (22) октября 1876 — 29 ноября 1942) — русский офицер-артиллерист, полковник (1915), Георгиевский кавалер, участник Первой мировой и Гражданской войн, генерал-майор «белой» армии (1919), белоэмигрант.

## Биография
Воспитывался и получил общее образование в Санкт-Петербурге, в 1-м кадетском корпусе.
В сентябре 1894 года вступил в военную службу юнкером Михайловского артиллерийского училища, по окончании трёхлетнего учебного курса которого в августе 1897 года был произведен в подпоручики и выпущен в 23-ю конно-артиллерийскую батарею 14-го конно-артиллерийского дивизиона 14-й кавалерийской дивизии (Варшавский военный округ). За выслугу лет был произведен в августе 1900 года в поручики, затем, в сентябре 1903, — в штабс-капитаны.
По окончании курса Офицерской артиллерийской школы был зачислен в постоянный состав той же школы (с оставлением в списках 23-й конно-артиллерийской батареи 14-го конно-артиллерийского дивизиона) и в сентябре 1909 года произведен в капитаны.
В марте 1912 года был назначен командующим 18-й конно-артиллерийской батареей (11-го конно-артиллерийского дивизиона 11-й кавалерийской дивизии), расквартированной в Дубно, Волынской губернии. В августе того же года произведен в подполковники, с утверждением в занимаемой должности командира 18-й конно-артиллерийской батареи.

С июля 1914 года — участник Первой мировой войны во главе 18-й конно-артиллерийской батареи. Участник Галицийской битвы и последующих сражений на Юго-Западном фронте. Был награждён орденом Святого Георгия 4-й степени: 
…за то, что в бою 11 августа 1914 года у дер. Лапы-Польские, оставшись без прикрытия, с отличным мужеством отразил картечным огнём атаку 4-х эскадронов венгерских гусар и прибывших вслед за ними велосипедистов, внезапно атаковавших левый фланг и тыл батареи, и тем спас свои орудия от захвата противником.
В октябре 1915 года, за отличия в делах против неприятеля, произведен в полковники.
В июле 1916 года полковник Сокол был назначен командиром 1-го конно-артиллерийского дивизиона 1-й кавалерийской дивизии, которым командовал до сентября 1917 года.
После Октябрьской революции 1917 года, в 1918 году, служил в армии Украинской державы, — командир 7-го лёгкого артиллерийского полка. В конце 1918 года, после ликвидации гетманата, оставил службу в украинской армии и эмигрировал в Германию. 
В 1919 году он — генерал-майор Западной добровольческой армии, заведующий военным отделом и член Совета Управления при командующем армией. С 1920 года — в эмиграции в Германии, затем — в Югославии.
Умер 29 ноября 1942 года в Белграде. Похоронен на Новом кладбище Белграда (уч. 90, м. 146В).

## Награды
- Орден Святой Анны 3-й степени с мечами (ВП  06.12.1910)
- Орден Святого Станислава 2-й степени (20.04.1912; ВП 14.05.1912)
- Медаль «В память 300-летия царствования Дома Романовых» (1913)
- Орден Святой Анны 2-й степени с мечами (ВП 23.01.1915)
- Орден Святого Георгия 4-й степени (утв. ВП 03.02.1915)
- Орден Святой Анны 4-й степени с надписью «За храбрость» (утв. ВП 24.09.1915)
- Орден Святого Владимира 4-й степени с мечами и бантом (ВП 12.10.1915)
- Высочайшее благоволение (ВП 01.01.1916), — …за отличия в делах против неприятеля